# Геворг IV
Геворг IV Константинопольский (арм. Գևորգ Դ Կոստանդնուպոլսեցի [Костанднуполсеци], в миру Григор Керестеджян; 5 [17] июля 1813 года — 6 [18] декабря 1882 года) — Патриарх и Католикос всех армян, глава Армянской Апостольской Церкви с 1865 года по 1882 год.
Заняв патриарший престол в 1865, Кеворк IV направил свои усилия на распространение религиозно-нравственного образования среди армянского народа и на улучшение состава духовенства, для чего основал в Эчмиадзине духовную академию; при нём же на Кавказе получили широкое распространение церковно-приходские школы.
Он привёл в порядок знаменитую библиотеку Эчмиадзинского монастыря, из сокровищ которой извлёк много важных актов и документов и опубликовал их в преобразованной им эчмиадзинской типографии; основал журнал «Арарат» (1868). Кеворк IV стремился внести свет гласности и контроля в управление духовными имуществами армянской церкви.
Скончался 6 [18] декабря 1882 года